# Eufroni
Eufroni (en grec antic Εὐφρόνιος) va ser un terrissaire i pintor de ceràmica grega de figures vermelles que va viure entre la fi del segle vi aC i la primera meitat de segle v aC a Atenes. És un dels més destacats pintors d'aquest període.
Des de mitjan segle vi aC, els tallers de ceràmica i els pintors de terrissa de Grècia van ser substituïts pels pintors de la regió d'Atenes, i la ceràmica àtica, de la qual Eufroni és un bon representant, va exercir-hi la seva influència. L'antic estil de figures negres va anar canviant cap al de figures vermelles, i Eufroni en va ser un dels innovadors.

## Biografia
De la vida d'Eufroni se'n saben poques coses. Només les seves signatures i el seu estil identificable permeten situar-lo cronològicament. Es coneixen sis obres d'ell signades com a pintor, i una vintena d'altres se li atribueixen per l'estil. La seva signatura apareix indicant que era el terrissaire en altres deu objectes, que van ser decorats per diferents artistes. Sembla, per les dates, que Eufroni hauria estat en primer lloc pintor decorador, i al fer-se gran i no tant hàbil, hauria acabat la seva carrera com a encarregat d'un taller i ceramista. Una inscripció sobre la base d'una estela votiva destruïda de l'Acròpolis d'Atenes porta la inscripció Eufronios kérameos (Eufroni ceramista).

## Estil
S'observa una predilecció d'Eufroni pels vasos grans, àmfores i craters, on pinta temes de la vida quotidiana, efebs a la palestra o rentant-se, i també temes èpics i mitològics, com ara els treballs d'Hèracles que il·lustra diverses vegades.
El seu estil es reconeix pel la seva precisió en el dibuix. Reproduïa minuciosament els detalls, sobretot destaca la precisió de l'anatomia dels seus personatges, que molt sovint representa despullats. Les seves figures mostren la majoria de muscles en acció. Busca també la varietat dels angles, la diversitat de les actituds i la composició d'escenes amb múltiples personatges sobre una superfície circular. Adorna les seves composicions amb inscripcions manuscrites, el nom dels personatges representats, reals o mitològics, i, en molts vasos, una indicació d'alabança a la bellesa dels efebs, particularment d'un tal Leagre, mort en una batalla.

## Algunes obres famoses
- Craters de calze al Museu del Louvre (G 103 i G 110), on es veu la lluita d'Hèracles i Anteu.
- El crater de Berlín a l'Illa dels Museus (núm. 2180), una escena d'efebs rentant-se.
- La copa a Staatliche Antikensammlungen de Múnic (núm. 2620), amb els Treballs d'Hèracles.
- El crater de calce al Metropolitan Museum of Art de Nova York on es veu la retirada del cadàver de Sarpèdon per Himnos i Tànatos.